# Pavlovsky (huyện của Voronezh)
Huyện Pavlovsky (tiếng Nga: ? райо́н) là một huyện hành chính tự quản (raion), của Tỉnh Voronezh, Nga. Huyện có diện tích 1844 kilômét vuông, dân số thời điểm ngày 1 tháng 1 năm 2000 là 58600 người. Trung tâm của huyện đóng ở Pavlovsk.